# Disterigma appendiculatum
Disterigma appendiculatum är en ljungväxtart som beskrevs av Pedraza. Disterigma appendiculatum ingår i släktet Disterigma och familjen ljungväxter. Inga underarter finns listade i Catalogue of Life.